# Paulus Peronius Cato Hoek
Paulus Peronius Cato Hoek, né le 16 juin 1851 à Giethoorn et décédé le 27 février 1914 à Haarlem, est un zoologue hollandais, spécialiste d'ichtyologie.

## Biographie
Il fait ses études à l'Athénée d'Amsterdam (1862-1868) puis à l'Université de Leyde (1872) où il est diplômé en zoologie.
Le 1er avril 1874, il devient assistant au Zoötomisch Laboratorium, où il travaillera jusqu'au 31 décembre 1881. Le 5 mars 1875, il publie sa thèse nommée Eerste bijdrage tot een nauwkeuriger kennis der sessile Cirripedien.
Professeur d'histoire naturelle (1878-1888), il entre ensuite comme conseiller dans la Station zoologique de la Société zoologique hollandaise à Le Helder. Il en devient secrétaire générale en 1902 et le reste jusqu'en 1908. Il est nommé ensuite directeur de l'Institut Landbouw - en Visserijonderzoek, poste qu'il gardera jusqu'à sa mort.

## Études
Outre des études sur les poissons, ce fut aussi un spécialiste de l'anatomie et de l'histoire du développement des crustacés. Il a aussi publié de nombreuses études sur les araignées de mer.
En 1882, il a donné, en hommage au navigateur Anton De Bruyne, son nom à l'Anonyx debruyni.

## Œuvres
- Eerste bijdrage tot een nauwkeuriger kennis der sessile Cirripedien, 1875
- Ueber Pycnogoniden, 1877
- Nouvelles études sur les Pycnogonides, 1881
- Report on the Cirripedia collected by H.M.S. Challenger during the years 1873-76, 1883
- De zalm op onze rivieren, 1891
- Sur la truite de mer du Rhin, 1892
- Recherches statistiques et biologiques sur de saumon des Pays-Bas, 1896
- Catalogue des poissons du nord de l'Europe, avec les noms vulgaires dont on se sert dans les langues de cette région, 1904
- The Cirripedia of the Sibogae expedition, 1907
- Les Clupéides (le hareng excepté) et leurs migrations, 1914